# Goodbye and good luck
「goodbye and good luck」（グッバイ アンド グッド ラック）は、1997年12月1日に発売されたthe brilliant greenの2枚目のシングル。発売元はソニーレコード。

## 解説
全曲英語詞。ミニアルバムのような構成になっており、現在でも全曲オリジナルアルバム未収録である。
デビュー・シングルに同じく、最高位71位は「冷たい花」の発売直後にチャートを上昇し記録したものである。
発売から10年経ち、ようやくA面の「goodbye and good luck」が『complete single collection '97-'08』に収録された。

## 収録曲
1. goodbye and good luck
（作詞:川瀬智子 作曲:奥田俊作 編曲:the brilliant green）
「劇団キャラメルボックスクリスマス公演」エンディング･テーマ
2. YES
（作詞:川瀬智子 作曲:奥田俊作 編曲:the brilliant green）
3. I NEVER DREAMED
（作詞:川瀬智子 作曲:奥田俊作 編曲:the brilliant green）
4. MISTER MOON
（作詞:川瀬智子 作曲:奥田俊作 編曲:the brilliant green）

## 収録アルバム
- complete single collection '97-'08 (#1)